# Linsey Houben
Linsey Houben (Maastricht, 23 april 1994) is een Nederlandse handbalster die uitkomt in de Duitse 2. Bundesliga voor DJK/MJC Trier.